# Железняк, Яков Ильич
Я́ков Ильи́ч Железня́к (укр. Яків Ілліч Железняк; род. 10 апреля 1941, Одесса, Одесская область, Украинская ССР, СССР) — советский и украинский стрелок, многократный чемпион мира, Европы и СССР по пулевой стрельбе в винтовочных упражнениях, Олимпийский чемпион 1972 года, заслуженный мастер спорта СССР (1972).

## Биография
Яков Ильич начал активно заниматься спортом с 9 лет благодаря матери, старавшейся заменить ему погибшего на войне отца. Из всех видов спорта он выбрал футбол, бокс и стрельбу. Стрельбой увлёкся в 14 лет во время учёбы в Одесском машиностроительном техникуме, где вёл стрелковую секцию военрук Михаил Григорьевич Буймович.
Боксом и стрельбой Железняк несколько лет занимался параллельно и показывал неплохие результаты. Однако, его тренер по стрельбе Антон Артемович Дмитренко поставил вопрос об окончательном выборе вида спорта и Яков Ильич выбрал стрельбу. По совету тренера с 1963 года стал выступать за спортивное общество «Динамо» (Одесса).
В 1967 году советское руководство отказало в выезде на чемпионат мира в Италии в связи с военными действиями в Израиле, после чего спортсмен в знак протеста решил оставить спорт. Однако, он изменил своё решение в 1969 году, когда стало известно о том, что в программу Олимпийских игр возвращён такой вид стрельбы, как «бегущий олень».
С 1976 года работал старшим тренером сборной СССР, в настоящее время консультирует украинских стрелков и их тренеров, находясь в постоянном контакте с главным тренером сборной Украины Анатолием Куксой.
Военнослужащий, в 1987 году в звании майора уволен в запас.
Закончил Одесский машиностроительный техникум и Одесский государственный педагогический институт им. Ушинского.

## Спортивные достижения
- Чемпион Олимпийских игр в Мюнхене в стрельбе по мишени «бегущий кабан» (569 очков — МОР)
- 6-кратный чемпион мира (1966, 1973, 1974, 1975 в командном зачёте)
- 6-кратный чемпион Европы (1965, 1973 в личных и командных зачётах)
- 23-кратный чемпион СССР (1964—1967, 1971—1977)
- 9-кратный рекордсмен мира и Европы
- 15-кратный рекордсмен СССР в личном и командном зачётах

## Награды
Награждён орденом «Знак Почёта».